# Reikosiella marxi
Reikosiella marxi är en stekelart som först beskrevs av Girault 1932.  Reikosiella marxi ingår i släktet Reikosiella och familjen hoppglanssteklar. Inga underarter finns listade i Catalogue of Life.